# Let It Loose
Pistes de Exile on Main St.
I Just Want to See His Face
(13) All Down the Line
(15)
Let It Loose est une chanson du groupe de rock britannique The Rolling Stones parue sur l'album Exile on Main St. en mai 1972.

## Contexte
Écrite et composée par Mick Jagger et Keith Richards, Let It Loose est une ballade de blues gospel émouvante avec un sentiment religieux fervent, la chanson étant l'une des incursions les plus importantes du groupe dans la soul et le gospel à l'époque de l'exil après que Mick Jagger eut assisté aux services du révérend James Cleveland et est resté profondément impressionné par le chant de la chorale gospel.
Une partie des paroles a été tirée de la chanson Man of Constant Sorrow. Dans une interview avec le magazine Uncut en avril 2010, Mick Jagger a été interrogé sur le contenu des paroles de cette chanson; il a répondu: «Je pense que Keith a écrit cela, en fait. C'est une chanson très bizarre et difficile. J'avais une tout autre série de paroles dessus, mais elles se sont perdues au bord du chemin. Je ne pense pas que cette chanson ait un semblant de sens. C'est une de ces chansons décousues. Je n’ai pas vraiment compris de quoi il s’agissait, après l'enregistrement. Cependant, dans le même article, Richards déclare : « Je ne prendrai jamais au sérieux le souvenir de quoi que ce soit de Mick ».

## Enregistrement
L'enregistrement a commencé en juin et juillet 1970 aux studios Olympic à Londres et à Nellcote à l'été 1971 et avec des overdubs ajoutés au Sunset Sound à Los Angeles au début de 1972,,. Avec Mick Jagger au chant principal, les choristes sont Tami Lynn, le Dr John, Clydie King, Venetta Fields, Shirley Goodman et Joe Greene. La guitare électrique est interprétée par Keith Richards à l'aide d'un haut-parleur Leslie. La basse est interprétée par Bill Wyman, Charlie Watts à la batterie, Nicky Hopkins au piano et au Mellotron, Bobby Keys au saxophone ténor et Jim Price joue à la fois du trombone et de la trompette.

## Réception
Russell Hall dans l'édition du 20 février 2008 de Gibson Lifestyle décrit le chant strident et déchirant de Jagger sur Let It Loose comme sa plus belle interprétation vocale.

## Postérité
Let It Loose n'a jamais été interprété en concert par les Rolling Stones. Phish a repris la chanson dans le cadre de leur album "costumé" lors du Festival 8 en 2009, puis à nouveau le 30 juin 2012.
La chanson est utilisée dans le film Les infiltrés de Martin Scorsese en 2006 et apparaît sur sa bande originale. La chanson apparait également dans le film Beyond the Sea de Kevin Spacey en 2004, mais elle n'a pas été incluse dans la bande originale.

## Personnel
Crédités:
- Mick Jagger: chant
- Keith Richards: guitare électrique
- Charlie Watts: batterie
- Bill Wyman: basse
- Mick Taylor: guitare électrique
- Nicky Hopkins: mellotron
- Bobby Keys: saxophone
- Jim Price: trompette, trombone
- Dr. John, Tamiya Lynn, Shirley Goodman, Clydie King, Venetta Field et Joe Green: chœurs